# 松山霞海城隍廟
松山霞海城隍廟位於台灣台北市松山區八德路四段，為主祀霞海城隍的道教廟宇。該廟宇興建於1820年左右，為松山區的多進式傳統建築廟宇。另外，該廟宇的組織型態為管理委員會制，祭典日期是每年農曆之五月十三。

## 沿革

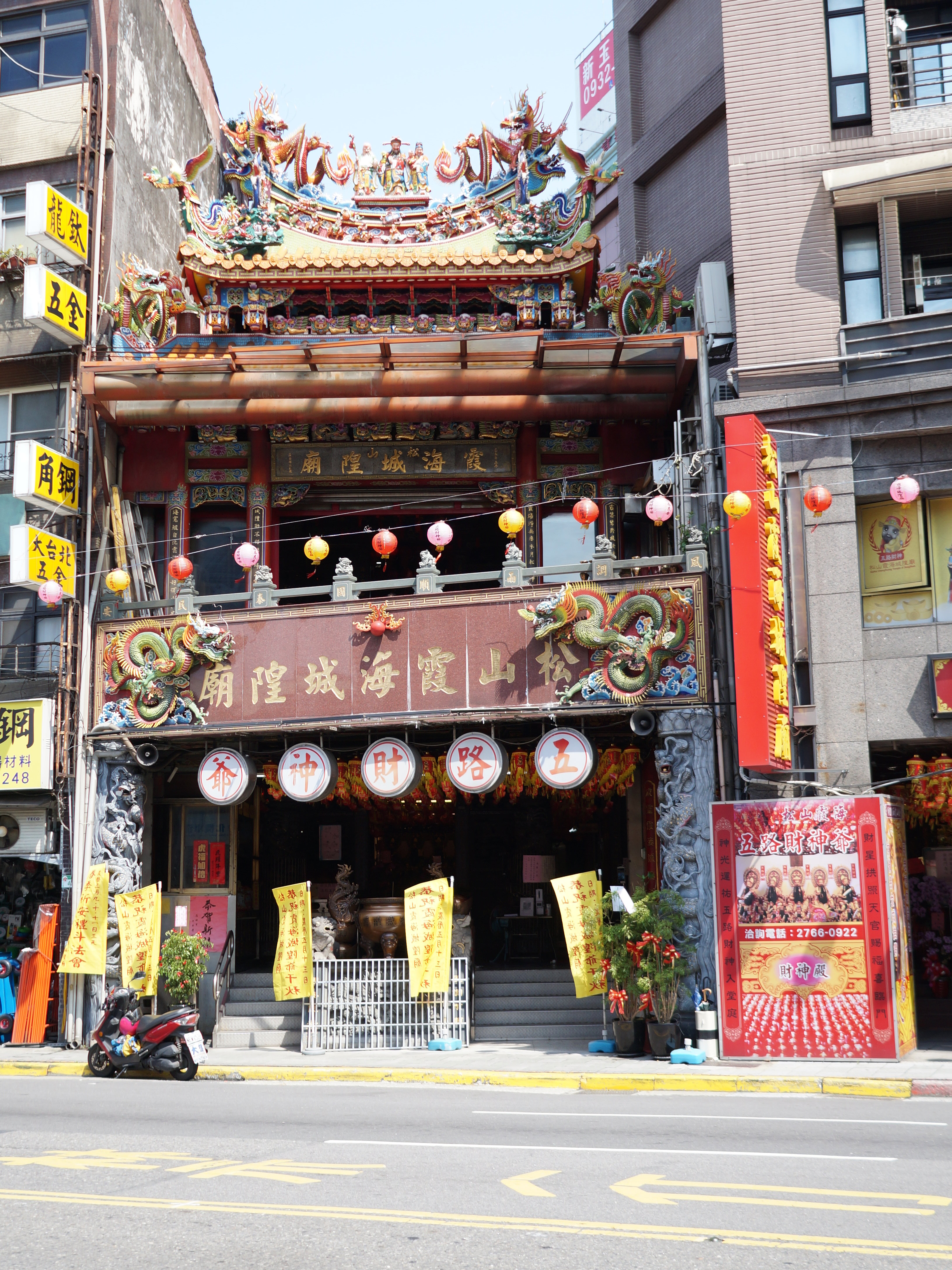
松山霞海城隍廟

清朝道光年間，經常往返台海兩岸的商人呂來興從家鄉泉州奉請霞海城隍金身來台灣，敬祀在饒河街自家店鋪。1975年，由於臺北市政府要拓寬饒河街，由地方仕紳募捐，於現址（八德路四段439號）興建新廟。2009年，經霞海城隍降示，增設五路武財神殿與月下老人殿。
鹿港城隍廟的五路武財神殿是從松山霞海城隍廟分靈。每年大年初五迎财神，松山霞海城隍廟會準備發財金給信眾，並請人扮演財神讓信眾摸鬍子。

## 外部連結
- 松山霞海城隍廟